# Epicnapteroides fuliginosa
Epicnapteroides fuliginosa är en fjärilsart som beskrevs av Elliot C.G. Pinhey 1973. Epicnapteroides fuliginosa ingår i släktet Epicnapteroides och familjen ädelspinnare. Inga underarter finns listade i Catalogue of Life.